# Sigfridus Canuti Nericius
Sigfridus Canuti Nericius, eller Sigfrid Knutsson, var en svensk präst, som avled 1595.
Canuti blev skolmästare för Örebro skola omkring år 1579. Hans lön bestod av ”2 läster eller 96 tunnor spannmål, värderande till 96 daler, samt ett klosterhemman Norra Stäringe i Edsberg, med uppgifven afkastning i järn, dagsverken och hudar.”.
Canuti besatt posten till 1584 då han förordnades till kyrkoherde i Karlstad samt Hammarö. 1593 deltog han vid Uppsala möte. Canuti avled 1595 och var då prost över Östra Värmland.